# Opostegoides auriptera
Opostegoides auriptera là một loài bướm đêm thuộc họ Opostegidae. Nó được miêu tả bởi Puplesis và Robinson năm 1999, và được tìm thấy ở Thái Lan.